# 아사미 히카루
아사미 히카루(일본어: 朝海 ひかる あさみ ひかる[*], 1월 24일 - )는 일본의 배우이다. 전 다카라즈카 가극단 유키구미 톱스타이다.
미야기현 센다이시, 미야기현 제3여자고등학교 출신이다. 키 166cm, 애칭은 "코무"이다.
소속사는 우메다 예술극장이다.

## 약력
1989년, 다카라즈카 음악학교에 입학
1991년, 다카라즈카 가극단 77기생으로 입단. 츠키구미 공연 「베르사이유의 장미」로 초무대.
1992년, 구미마와리를 거쳐 하나구미에 배속
1998년 1월 1일자로, 소라구미 창설 발족 멤버로서 소라구미로 조이동하지만, 같은 해 12월 26일자로 다시 유키구미로 조이동.
2000년, 「개선문」으로 役替わり로 공연 첫 주연.
2001년, 「안나 카레니나」 (바우홀/일본청년관 공연)으로 바우홀 단독ㆍ동상 공연 첫 주연.
2002년, 「바람과 함께 사라지다」 (일생극장 공연)으로, 전과 토도로키 유우의 상대역으로 발탁되어 히로인 스칼렛을 연기. 같은 해 9월 24일자로 유키구미 톱스타 취임. 신인공연 주연 경험이 없는 남역이 톱스타에 취임하는 것은 극히 이례적인 일. 상대역으로는 마이카제 리라를 맞이해, 다음 해의 「춘려의 옅은 빛에／Joyful!!」로 톱콤비 대극장 오히로메.
2006년 12월 24일, 「타천사의 눈물／타란텔라!」 도쿄 공연 천추락을 기해, 마이카제 리라와 함께 다카라즈카 가극단을 퇴단.
퇴단 후에는 우메다 예술극장 소속이 되어, 무대를 중심으로 활동을 하고 있다.
2021년, 전 V6 멤버 사카모토 마사유키와 결혼했다고 발표.

## CM 출연
- 1996 -2006년, 카쇼산젠(菓匠三全) 『하기노츠키(萩の月)』

## 수상 이력
- 1998년, 『다카라즈카 가극단 연도상』 - 1997년도 노력상
- 2000년, 『한큐 스미레회 팬지상』 - 신인상
- 2001년, 『다카라즈카 가극단 연도상』 - 2000년도 노력상
- 2003년, 『다카라즈카 가극단 연도상』 - 2002년도 우수상
- 2004년, 『한큐 스미레회 팬지상』 - 남역상